# Кодимски район
Кодимски район се намира в северната част на Одеска област, Украйна. Общата му площ е 818 км2. Административен център е град Кодима.

## География
Районът се състои от 26 населени места: 1 град, 1 селище от градски тип и 24 села.